# Saint-Pierre-Lafeuille
Saint-Pierre-Lafeuille är en kommun i departementet Lot i regionen Occitanien i södra Frankrike. Kommunen ligger i kantonen Catus som tillhör arrondissementet Cahors. År 2022 hade Saint-Pierre-Lafeuille 398 invånare.

## Befolkningsutveckling
Antalet invånare i kommunen Saint-Pierre-Lafeuille
| Referens: INSEE |